# Герб Герци
Герб Ге́рци — офіційний символ міста Герца, районного центру Чернівецької області.

## Опис
| У червоному полі срібна ліва перев'язь, обтяжена двома чорними кадуцеями. |
Щит увінчаний срібною міською короною з трьома вежками.

## Історія
Герб міста румунського періоду був затверджений, ймовірно, 1934 року, разом із символікою інших муніципій Буковини. Він є єдиним міським символом Буковини, в якому в умовах тогочасної геральдичної традиції було вжито античну міфологічну атрибутику. Жезли Меркурія є традиційними символами торгівлі, тому символіка герба відтворює минуле Герци як торгового містечка.
Автор проекту сучасного герба, що повторює символіку румунського періоду — художник Юрій Ончул.